# Ạ
Cette page contient des caractères spéciaux ou non latins. S’ils s’affichent mal (▯, ?, etc.), consultez la page d’aide Unicode.
Ạ, ou A point souscrit, est un graphème utilisé dans l’écriture du vietnamien ainsi que de l’abua et du lokaa au Nigeria, et de l’avokaya au Soudan du Sud et ou rotuman au Fidji. Il est aussi utilisé dans certaines romanisations ALA-LC. Il est utillisé dans l’alphabet chacta de 1909 de Swanton. Il s’agit de la lettre A diacritée d’un point souscrit.

## Utilisation

### Vietnamien
En vietnamien le Ạ représente le son /ɑ/ avec le ton descendant glottalisé /ɑ˧˨ˀ/.
En mégléno-roumain, il représente une voyelle entre /a/ et /ə/, plus proche de /a/. Exemples : ạmpirát « empereur », ạnțili̯ắg « je comprends ».

## Représentations informatiques
Le A point souscrit peut être représenté avec les caractères Unicode suivants :
- précomposé (latin étendu additionnel)[2] :

| formes    | représentations | chaînes de caractères | points de code | descriptions                             |
| --------- | --------------- | --------------------- | -------------- | ---------------------------------------- |
| capitale  | Ạ               | Ạ                     | U+1EA0         | lettre majuscule latine a point souscrit |
| minuscule | ạ               | ạ                     | U+1EA1         | lettre minuscule latine a point souscrit |

- décomposé (latin de base, diacritiques) :

| formes    | représentations | chaînes de caractères | points de code | descriptions                                         |
| --------- | --------------- | --------------------- | -------------- | ---------------------------------------------------- |
| capitale  | Ạ               | A◌̣                    | U+0041 U+0323  | lettre majuscule latine a diacritique point souscrit |
| minuscule | ạ               | a◌̣                    | U+0061 U+0323  | lettre minuscule latine a diacritique point souscrit |

Il peut aussi être représenté dans des anciens codages
- VISCII :
  - capitale Ạ : 80
  - minuscule ạ : D6